# Bârlibaș
Bârlibaș – wieś w Rumunii, w okręgu Marusza, w gminie Sânpetru de Câmpie. W 2011 roku liczyła 132 mieszkańców.